# Communes de la wilaya d'El Oued
Pour les autres communes, voir Liste des communes d'Algérie.
La wilaya d'El Oued est découpée en dix daïras et vingt-deux communes depuis 2019

## Communes de la wilaya d'El Oued
Le tableau suivant donne la liste des communes de la wilaya d'El Oued en précisant pour chaque commune : son code ONS, son nom et sa population en 2008.

Communes de la wilaya d'El Oued (codes ONS) :

1. El Oued
2. Robbah
3. Oued El Alenda
4. Bayadha
5. Nakhla
6. Guemar
7. Kouinine
8. Reguiba
9. Hamraia
10. Taghzout
11. Debila
12. Hassani Abdelkrim
13. Hassi Khalifa
14. Taleb Larbi
15. Douar El Ma
16. Sidi Aoun
17. Trifaoui
18. Magrane
19. Beni Guecha
20. Ourmas
21. Still
22. El Ogla
23. Mih Ouansa

| Code ONS | Commune           | Population nb. habitants |
| -------- | ----------------- | ------------------------ |
| 3901     | El Oued           | +134 699,                |
| 3902     | Robbah            | +021 965,                |
| 3903     | Oued El Alenda    | +006 830,                |
| 3904     | Bayadha           | +032 926,                |
| 3905     | Nakhla            | +012 652,                |
| 3906     | Guemar            | +039 168,                |
| 3907     | Kouinine          | +010 076,                |
| 3908     | Reguiba           | +040 367,                |
| 3909     | Hamraia           | +005 172,                |
| 3910     | Taghzout          | +013 934,                |
| 3911     | Debila            | +025 158,                |
| 3912     | Hassani Abdelkrim | +022 755,                |
| 3913     | Hassi Khalifa     | +031 784,                |
| 3914     | Taleb Larbi       | +007 074,                |
| 3915     | Douar El Ma       | +005 543,                |
| 3916     | Sidi Aoun         | +012 235,                |
| 3917     | Trifaoui          | +008 257,                |
| 3918     | Magrane           | +024 577,                |
| 3919     | Beni Guecha       | +002 513,                |
| 3920     | Ourmas            | +005 900,                |
| 3925     | El Ogla           | +006 102,                |
| 3926     | Mih Ouansa        | +015 593,                |

## Anciennes communes avant 2019
Avant l'organisation territoriale de 2019, les communes de la nouvelle wilaya d'El M'Ghair étaient rattachées à la wilaya :
1. El M'Ghair
2. Djamaa
3. M'Rara
4. Oum Touyour
5. Sidi Khellil
6. Sidi Amrane
7. Still
8. Tendla